# Sygnatariusz
Sygnatariusz (od łac. signator – 'podpisujący' od signum 'znak') – zwykle oznacza państwo podpisujące umowę międzynarodową i  zobowiązujące się w ten sposób do wypełniania postanowień zawartych w podpisywanym dokumencie. Sygnatariuszami nazywa się też osoby podpisujące umowę w imieniu swojego kraju.
W umowach międzynarodowych przyjmowanych w trybie złożonym, sygnatariusz przyjmuje traktat dopiero w chwili jego ratyfikacji lub zatwierdzenia.

## Inne znaczenia
Sygnatariusz to także "osoba podpisująca jakąkolwiek umowę, oświadczenie lub memoriał". 